# Verniolle
Verniolle é uma comuna francesa na região administrativa de Occitânia, no departamento de Ariège. Estende-se por uma área de 11,26 km². Em 2010 a comuna tinha 126 habitantes (densidade: 11,2 hab./km²).